# Шон Кемп
Шон Травис Кемп Старији (енгл. Shawn Travis Kemp Sr; Елкхарт, Индијана, 26. новембар 1969) бивши је амерички кошаркаш. Играо је на позицији крилног центра.
На НБА драфту 1989. одабрали су га Сијетл суперсоникси као 17. пика. Шест пута је играо на Ол-стар утакмици, а успео са Сијетлом да дође до финала НБА лиге у сезони 1995/96.
Он и Гари Пејтон су под вођством тренера Џорџа Карла од Суперсоникса направили веома конкуренутну и успешну екипу, која је у регуларном току сезоне 1995/96. остварила рекорд франшизе са 64 победе. Те сезоне су и дошли до великог финала, где су у 6 утакмица изгубили од Чикаго булса, који су, предвођени Мајклом Џорданом и Скотијем Пипеном, те сезоне остварили тадашњи рекорд лиге од 72 победе. Кемп је у финалу просечно постизао 23,3 поена по утакмици уз проценат шута 55%, хватао 10 лопти и имао 2 блокаде по мечу. Тесно је изгубио у гласању за најкориснијег играча финала од Џордана, упркос томе што је играо за екипу која је поражена у финалу. Закључно са 2020. годином само је Џери Вест 1969. проглашен за најкориснијег играча финала, а да је играо за поражену екипу.

## Успеси

### Репрезентативни
- Светско првенство:
  -  1994.

### Појединачни
- НБА Ол-стар меч (6): 1993, 1994, 1995, 1996, 1997, 1998.
- Идеални тим НБА — друга постава (3): 1993/94, 1994/95, 1995/96.